# Zodion
Zodion is een vliegengeslacht uit de familie van de blaaskopvliegen (Conopidae). De wetenschappelijke naam van het geslacht is voor het eerst geldig gepubliceerd in 1796 door Pierre André Latreille. Het geslacht omvat 62 soorten.

## Soorten
De volgende soorten zijn bij het geslacht ingedeeld:
- Z. abitus Adams, 1903
- Z. americanum Wiedemann, 1830
- Z. anale Kröber, 1915
- Zodion andersoni Kröber, 1936[3]
- Z. asiaticum Becker, 1922
- Z. auricaudatum Williston, 1892
- Z. caesium Becker, 1908
- Z. californicum Camras, 1954
- Z. carceli Robineau-Desvoidy, 1830
- Z. cinereiventre Van Duzee, 1927
- Z. cinereum

Grijze blaaskop (Fabricius, 1794)
- Zodion cinereum (Fabricius, 1794)[4]
  - = Myopa cinerea Fabricius, 1794
- Z. cyanescens Camras, 1943
- Z. erythrurum Camillo Róndani, 1865
  - =[5] Zodion frontalis (Fabricius, 1805)
- Z. fulvifrons Say, 1823
- Z. grande Kröber, 1915
- Z. hauseri Stuke, 2014
- Z. hispanicum Stuke, 2014
- Z. intermedium Banks, 1916
- Z. nigrifrons Kröber, 1915
- Z. nigritarsis (Strobl, 1902)
  - =[5] Zodion notatum (Meigen, 1804)
- Z. notatum (Meigen, 1804)
- Z. obliquefasciata (Macquart, 1846)
- Z. perlongum Coquillett, 1902
- Z. pictulum Williston, 1885
- Z. sardeum Rondani, 1865
  - =[5] Zodion subapertum Róndani, 1868
  - =[1] Zodion asiaticum Becker, 1922[6]
- Zodion hauseri Stuke, 2014[1]
- Zodion hispanicum Stuke, 2014[1]
- Zodion nigritarsis (Strobl, 1902)[7]
  - = Glossigona nigritarsis Strobl, 1902[7]
  - =[5] Zodion grande Kröber, 1915[8]
- Zodion sardeum Rondani, 1865[9]
- Z. triste Bigot, 1887
- (ru) Zodion vsevolodi Zimina, 1974[10]